# 52. ceremonia wręczenia nagród Emmy
Ceremonia wręczenia 52 Nagrody Emmy odbyła się 10 września 2000. Nominacje do nagród zostały podane 26 sierpnia. Ceremonia poprowadził Garry Shandling. Ceremonie zorganizowała i pokazała stacja ABC.

## Najlepszy serial komediowy
- Wszyscy kochają Raymonda, CBS
- Frasier, NBC
- Przyjaciele, NBC
- Seks w wielkim mieście, HBO
- Will & Grace, NBC

## Najlepszy serial dramatyczny
- Ostry dyżur, NBC
- Prawo i porządek, NBC
- Kancelaria adwokacka, ABC
- Rodzina Soprano, HBO
- Prezydencki poker, NBC

## Najlepszy miniserial
- Baśnie tysiąca i jednej nocy, ABC
- The Beach Boys: An American Family, ABC
- The Corner, HBO
- Jesus, CBS
- P.T. Barnum, A&E

## Najlepszy film telewizyjny
- Annie, ABC
- Gdyby ściany mogły mówić 2, HBO
- Kariera Dorothy Dandridge, HBO
- Obywatel Welles, HBO
- Wtorki z Morriem, ABC

## Najlepsza muzyka w serialu komediowym
- The Chris Rock Show, HBO
- Dennis Miller Live, HBO
- Late Show with David Letterman, CBS
- Politically Incorrect, ABC
- The Tonight Show with Jay Leno, NBC

## Najlepszy aktor pierwszoplanowy w serialu dramatycznym
- Dennis Franz jako Andy Sipowicz on Nowojorscy gliniarze
- James Gandolfini jako Tony Soprano on Rodzina Soprano
- Jerry Orbach jako Lennie Briscoe on Prawo i porządek
- Martin Sheen jako Josiah Bartlet on Prezydencki poker
- Sam Waterston jako Jack McCoy on Prawo i porządek

## Najlepszy aktor pierwszoplanowy w serialu komediowym
- Michael J. Fox jako Mike Flaherty w Spin City
- Kelsey Grammer jako Frasier Crane w Frasier
- John Lithgow jako Dick Solomon w Trzecia planeta od Słońca
- Eric McCormack jako Will Truman w Will & Grace
- Ray Romano jako Ray Barone w Wszyscy kochają Raymonda

## Najlepszy aktor pierwszoplanowy w miniserialu lub filmie telewizyjnym
- Beau Bridges jako P.T. Barnum w P.T. Barnum
- Brian Dennehy jako Willy Loman w Śmierć komiwojażera
- Jack Lemmon jako Morrie Schwartz w Wtorki z Morriem
- William H. Macy jako Terry Thorpe w A Slight Case of Murder
- Liev Schreiber jako Orson Welles w Obywatel Welles

## Najlepsza aktorka pierwszoplanowa w serialu dramatycznym
- Lorraine Bracco jako Jennifer Melfi w Rodzina Soprano
- Amy Brenneman jako Amy Gray w Potyczki Amy
- Edie Falco jako Carmela Soprano w Rodzina Soprano
- Julianna Margulies jako Carol Hathaway w Ostry dyżur
- Sela Ward jako Lily Manning w Once and Again

## Najlepsza aktorka pierwszoplanowa w serialu komediowym
- Jenna Elfman jako Dharma Montgomery w Dharma i Greg
- Patricia Heaton jako Debra Barone w Wszyscy kochają Raymonda
- Jane Kaczmarek jako Lois w Zwariowany świat Malcolma
- Debra Messing jako Grace Adler w Will & Grace
- Sarah Jessica Parker jako Carrie Bradshaw w Seks w wielkim mieście

## Najlepsza aktorka pierwszoplanowa w miniserialu lub filmie telewizyjnym
- Halle Berry jako Dorothy Dandridge w Kariera Dorothy Dandridge
- Judy Davis jako Paula w A Cooler Climate
- Sally Field jako Iris w A Cooler Climate
- Holly Hunter jako Ruby Kincaid w Harlan County War
- Gena Rowlands jako Georgia Porter w Kolor miłości

## Najlepszy aktor drugoplanowy w serialu dramatycznym
- Michael Badalucco jako Jimmy Berluti w Kancelaria adwokacka
- Dominic Chianese jako Junior Soprano w Rodzina Soprano
- Steve Harris jako Eugene Young Kancelaria adwokacka
- Richard Schiff jako Toby Ziegler w Prezydencki poker
- John Spencer jako Leo McGarry w Prezydencki poker

## Najlepszy aktor drugoplanowy w serialu komediowym
- Peter Boyle jako Frank Barone w Wszyscy kochają Raymonda
- Brad Garrett jako Robert Barone w Wszyscy kochają Raymonda
- Sean Hayes jako Jack McFarland w Will & Grace
- Peter MacNicol jako John Cage w Ally McBeal
- David Hyde Pierce jako Niles Crane w Frasier

## Najlepszy aktor drugoplanowy w miniserialu lub filmie telewizyjnym
- Hank Azaria jako Mitch Albom w Wtorki z Morriem
- Klaus Maria Brandauer jako Otto Preminger w Kariera Dorothy Dandridge
- James Cromwell jako William Randolph Hearst w Obywatel Welles
- John Malkovich jako Herman J. Mankiewicz w Obywatel Welles
- Danny Glover jako Will Walker w Freedom Song

## Najlepsza aktorka drugoplanowa w serialu dramatycznym
- Stockard Channing jako Abbey Bartlet w Prezydencki poker
- Tyne Daly jako Maxine Gray w Potyczki Amy
- Allison Janney jako C.J. Cregg w Prezydencki poker
- Nancy Marchand jako Livia Soprano w Rodzina Soprano
- Holland Taylor jako Roberta Kittleson w Kancelaria adwokacka

## Najlepsza aktorka drugoplanowa w serialu komediowym
- Jennifer Aniston jako Rachel Green w Przyjaciele
- Kim Cattrall jako Samantha Jones w Seks w wielkim mieście
- Lisa Kudrow jako Phoebe Buffay w Przyjaciele
- Megan Mullally jako Karen Walker w Will & Grace
- Doris Roberts jako Marie Barone w Wszyscy kochają Raymonda

## Najlepsza aktorka drugoplanowa w miniserialu lub filmie telewizyjnym
- Kathy Bates jako Miss Hannigan w Annie
- Elizabeth Franz jako Linda Loman w Śmierć komiwojażera
- Melanie Griffith jako Marion Davies w Obywatel Welles
- Vanessa Redgrave jako Edith Tree w Gdyby ściany mogły mówić 2
- Maggie Smith jako Betsey Trotwood w David Copperfield

## Najlepszy aktor gościnny w serialu dramatycznym
- Alan Alda jako dr Gabriel Lawrence w Ostry dyżur
- Paul Dooley jako Philip Swackheim w Kancelaria adwokacka
- Kirk Douglas jako Ros w Dotyk anioła
- James Whitmore jako Raymond Oz w Kancelaria adwokacka
- Henry Winkler jako Henry Olson w Kancelaria adwokacka

## Najlepszy aktor gościnny w serialu komediowym
- Anthony LaPaglia jako Simon Moon w Frasier
- William H. Macy jako Sam Donovan w Sports Night
- Carl Reiner jako Sid Barry w Beggars and Choosers
- Tom Selleck jako dr Richard Burke w Przyjaciele
- Bruce Willis jako Paul Stevens w Przyjaciele

## Najlepsza aktorka gościnna w serialu dramatycznym
- Jane Alexander jako Regina Mulroney w Prawo i porządek i Prawo i porządek: sekcja specjalna
- Kathy Baker jako Ellen Sawyer w Dotyk anioła
- Marlee Matlin jako Sally Berg w Kancelaria adwokacka
- Tracy Pollan jako Harper Anderson w Prawo i porządek: sekcja specjalna
- Beah Richards jako Gertrude Turner w Kancelaria adwokacka

## Najlepsza aktorka gościnna w serialu komediowym
- Bea Arthur jako Mrs. White w Zwariowany świat Malcolma
- Cheri Oteri jako Cindy w Ja się zastrzelę
- Debbie Reynolds jako Bobbie Adler w Will & Grace
- Jean Smart jako Lorna Lenley w Frasier
- Holland Taylor jako Letitia Devine w The Lot

## Outstanding Individual Performance in a Variety or Music Program
- Cher – Cher: Live in Concert from Las Vegas
- Billy Crystal – 72nd Academy Awards
- Eddie Izzard – Eddie Izzard: Dress to Kill
- Chris Rock – Bigger and Blacker
- Molly Shannon – Saturday Night Live

## Najlepsza reżyseria w serialu dramatycznym
- Allen Coulter – Rodzina Soprano
- Jonathan Kaplan – Ostry dyżur
- John Patterson – Rodzina Soprano
- Thomas Schlamme – Prezydencki poker
- John Wells – Ostry dyżur

## Najlepsza reżyseria w serialu komediowym
- James Burrows – Will & Grace
- Bill D’Elia – Ally McBeal
- Todd Holland – Zwariowany świat Malcolma
- Michael Lembeck – Przyjaciele
- Will Mackenzie – Wszyscy kochają Raymonda
- Thomas Schlamme – Sports Night

## Najlepsza reżyseria w miniserialu lub filmie telewizyjnym
- Martha Coolidge – Kariera Dorothy Dandridge
- Charles S. Dutton – The Corner
- Rob Marshall – Annie
- Martin Pasetta, Stephen Fears – Fail Safe
- Benjamin Ross – Obywatel Welles

## Najlepsza reżyseria w programie komediowym lub muzyce
- Ellen Brown – The Tonight Show with Jay Leno
- Matthew Diamond – Crazy for You
- Jerry Foley – Late Show with David Letterman
- Louis J. Horvitz – 72nd Academy Awards
- Beth McCarthy – Saturday Night Live
- Kieth Truesdell – Bigger and Blacker

## Najlepszy scenariusz w serialu dramatycznym
- David Chase & Todd Kessler – Rodzina Soprano (odcinek: „Funhouse”)
- Robin Green & Mitchell Burgess – Rodzina Soprano (odcinek: „The Knight in White Satin Armor”)
- Aaron Sorkin – Prezydencki poker (odcinek: „Pilot”)
- Aaron Sorkin & Rick Cleveland – Prezydencki poker (odcinek: „In Excelsis Deo”)
- Joss Whedon – Buffy: Postrach wampirów (odcinek: „Hush”)

## Najlepszy scenariusz w serialu komediowym
- Linwood Boomer – Zwariowany świat Malcolma
- Cindy Chupack – Seks w wielkim mieście
- Paul Feig – Luzaki i kujony
- Michael Patrick King – Seks w wielkim mieście
- Christopher Lloyd & Joe Keenan – Frasier
- Ray Romano & Philip Rosenthal – Wszyscy kochają Raymonda

## Najlepszy scenariusz w miniserialu lub filmie telewizyjnym
- Jane Anderson – Gdyby ściany mogły mówić 2
- John Logan – Obywatel Welles
- Eric Overmyer, James Yoshimura & Tom Fontana – Homicide: The Movie
- David Simon & David Mills – The Corner
- John Stockwell – Cheaters

## Najlepszy scenariusz w programie komediowym lub muzyce
- Bigger & Blacker
- The Chris Rock Show
- Eddie Izzard: Dress to Kill
- Late Night with Conan O’Brien
- Late Show with David Letterman